# 事実認定
事実認定（じじつにんてい）とは、裁判官その他の事実認定者（陪審制における陪審、裁判員制度における裁判官と裁判員など）が、裁判（刑事訴訟・民事訴訟）において、証拠に基づいて、判決の基礎となる事実を認定することをいう。
日本法においては、刑事訴訟では厳しい要件を満たした証拠のみが事実認定の基礎になるのに対し、民事訴訟では証拠となる資格（証拠能力）には特に制限がない。いずれの場合も、採用された証拠が事実認定にどのように用いられるか（証明力の評価）は裁判官の自由な心証による。

## 刑事訴訟

### 証拠能力
刑事訴訟法317条に、事実の認定は、証拠による旨の明文規定がある（証拠裁判主義）。すなわち、厳格な証明の対象となる事実については、証拠能力を備えた証拠について、法定の証拠調べ手続を踏まなければならない。
例えば、被告人の反対尋問権の保障および実体的真実発見のため、伝聞証拠は原則として排斥され（同法320条）、確度の高い証拠のみが事実認定の基礎となる。
何が厳格な証明の対象となる事実であるかは議論されている。刑罰権の存否および範囲を定める事実が厳格な証明の対象であることは争いがない。他方、訴訟法的事実は自由な証明で足りると解されている。

### 証明の程度
証拠の証明力は、裁判官の自由な判断に委ねる（刑事訴訟法318条、自由心証主義）。
刑事訴訟においては、「被告事件について犯罪の証明がないとき」は、無罪判決を言い渡さなければならない（刑事訴訟法336条）。
ここで必要となる「犯罪の証明」の程度としては、「自然科学者の用いるような実験に基づくいわゆる論理的証明」ではなく、「いわゆる歴史的証明」であるとされる。言い換えれば、有罪判決を言い渡すためには、「通常人であれば誰でも疑いを差し挟まない程度に真実らしいとの確信を得られる」程度に犯罪事実の証明がなされることが必要となる（最判昭和23年8月5日刑集2巻9号1123頁）。

## 民事訴訟

### 証拠能力
民事訴訟においては、証拠となる資格（証拠能力）の制限は特にないため、伝聞証拠等であっても証拠として採用される。民事訴訟においても違法収集証拠の証拠能力が否定されるべきか否かについては争いがある。

### 証明の程度
事実の認定について、裁判官は、口頭弁論の全趣旨及び証拠調べの結果をしん酌して、自由な心証により、事実についての主張を事実として採用すべきか否かを判断する（民事訴訟法247条、自由心証主義）。
必要な証明の程度に関して、最高裁は、「東大病院ルンバール事件」上告審判決で、「訴訟上の因果関係の立証は、一点の疑義も許されない自然科学的証明ではなく、経験則に照らして全証拠を総合検討し、特定の事実が特定の結果発生を招来した関係を是認しうる高度の蓋然性を証明することであり、その判定は、通常人が疑を差し挟まない程度に真実性の確信を持ちうるものであることを必要とし、かつ、それで足りるものである。」と判示している。
また、「高度の蓋然性」の判定においては、「通常人が疑いを差し挟まない程度に真実性の確信を持ち得るものであることを必要とする」と解されている（最高裁平成12年７月18日判例時報1724号29頁、いわゆる長崎原爆被爆者事件判決）。
刑事事件よりは若干緩やかな基準であるということもできる。

### 民事裁判における事実認定の手法
民事裁判においては、事実認定は、当事者が措定した仮説（ストーリー）を、「動かし難い事実」と照合し、当該仮説によって「動かし難い事実」が説明可能であるかどうか、という視点で行われる。
「動かし難い事実」には、書証のうち証明力の高いもの、両当事者間に争いのない事実、敵対する証人の間でも一致する供述や、供述者に不利な内容などが含まれる。